# باميريون
الباميريون هم مجموعة عرقية إيرانية شرقية، موطنهم الأصلي تقع في منطقة بدخشان في آسيا الوسطى، والتي تضم مقاطعة غورنو بادخشان ذاتية الحكم في طاجيكستان ومقاطعة بدخشان في أفغانستان كما تضم مقاطعة طاشقورغان الطاجيكية ذاتية الحكم في سنجان الصينية، ووادي هونزا الأعلى في باكستان.

## الهوية العرقية
يتكون الباميريون من أشخاص يتحدثون اللغات الباميرية وهي اللغة الأصلية في مقاطعة غورنو باداخشان المتمتعة بالحكم الذاتي. يتشارك الباميريون روابط لغوية وثقافية ودينية مشتركة مع الناس في مقاطعة بدخشان في أفغانستان ومتحدثي ساريكولي في منطقة بامير في مقاطعة طاشقورغان الطاجيكية ذاتية الحكم في مقاطعة سنجان في الصين وكذلك متحدثي واخي في أفغانستان[بحاجة لمصدر]وباكستان.
في اللغات الباميرية، يشير الباميريون إلى أنفسهم بالباميريين في إشارة إلى منطقة بدخشان التاريخية التي يعيشون فيها.[بحاجة لمصدر]
في الصين، يُشار إلى الباميريين بالطاجيك العرقيين. بينما في أفغانستان، يتم التعرف عليهم على أنهم من عرقية الباميريين ويذكر النشيد الوطني الأفغاني الباميريين (پاميريان) في قائمة المجموعات العرقية في أفغانستان.

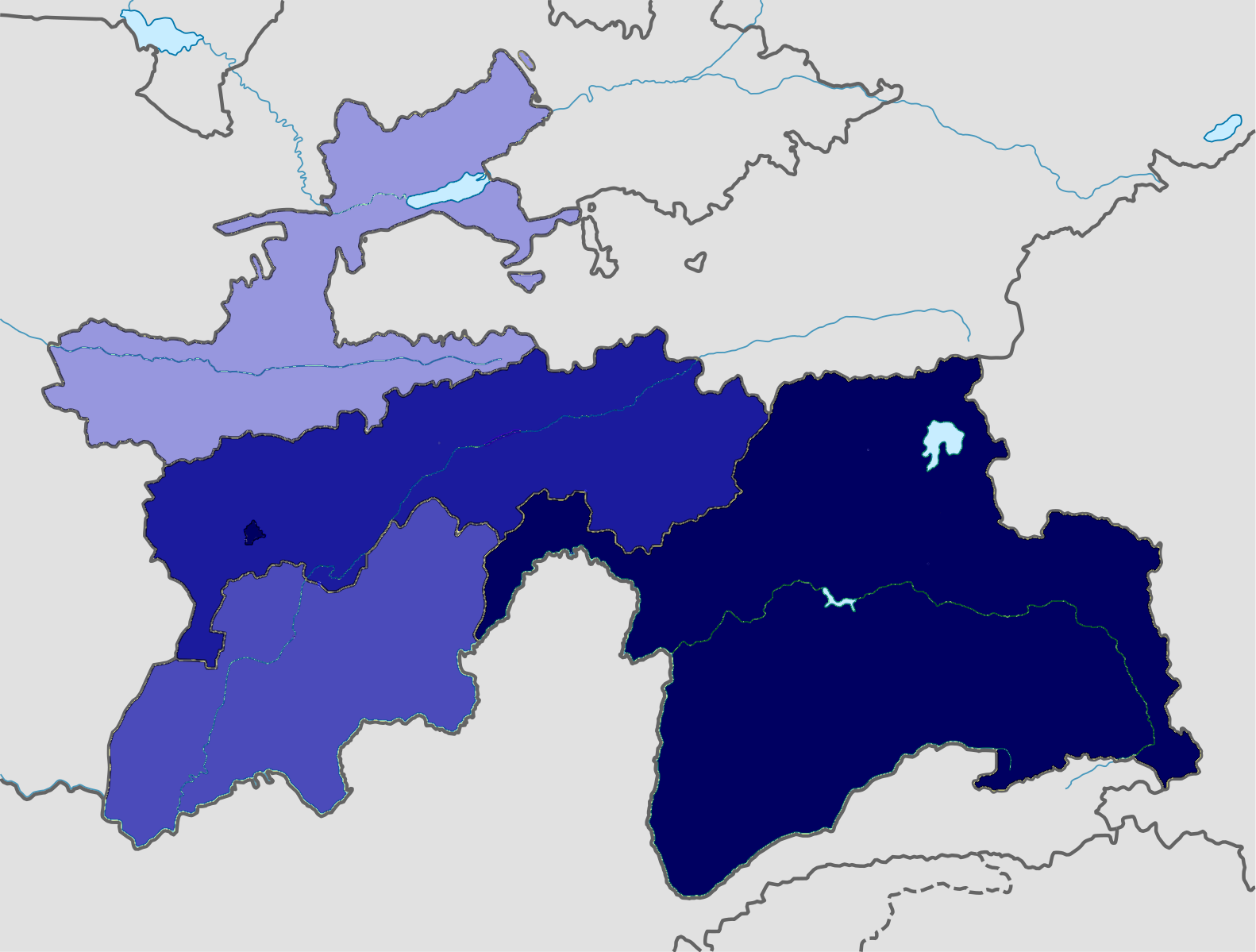
تواجد اللغة الباميرية والقوميات العرقية اللغوية الأخرى في طاجيكستان

في باكستان، يعيش شعب واخي باميري في منطقة غوجال الفرعية في منطقة هونزا ووادي بروغيل في أعالي شيترال وكارامبار.

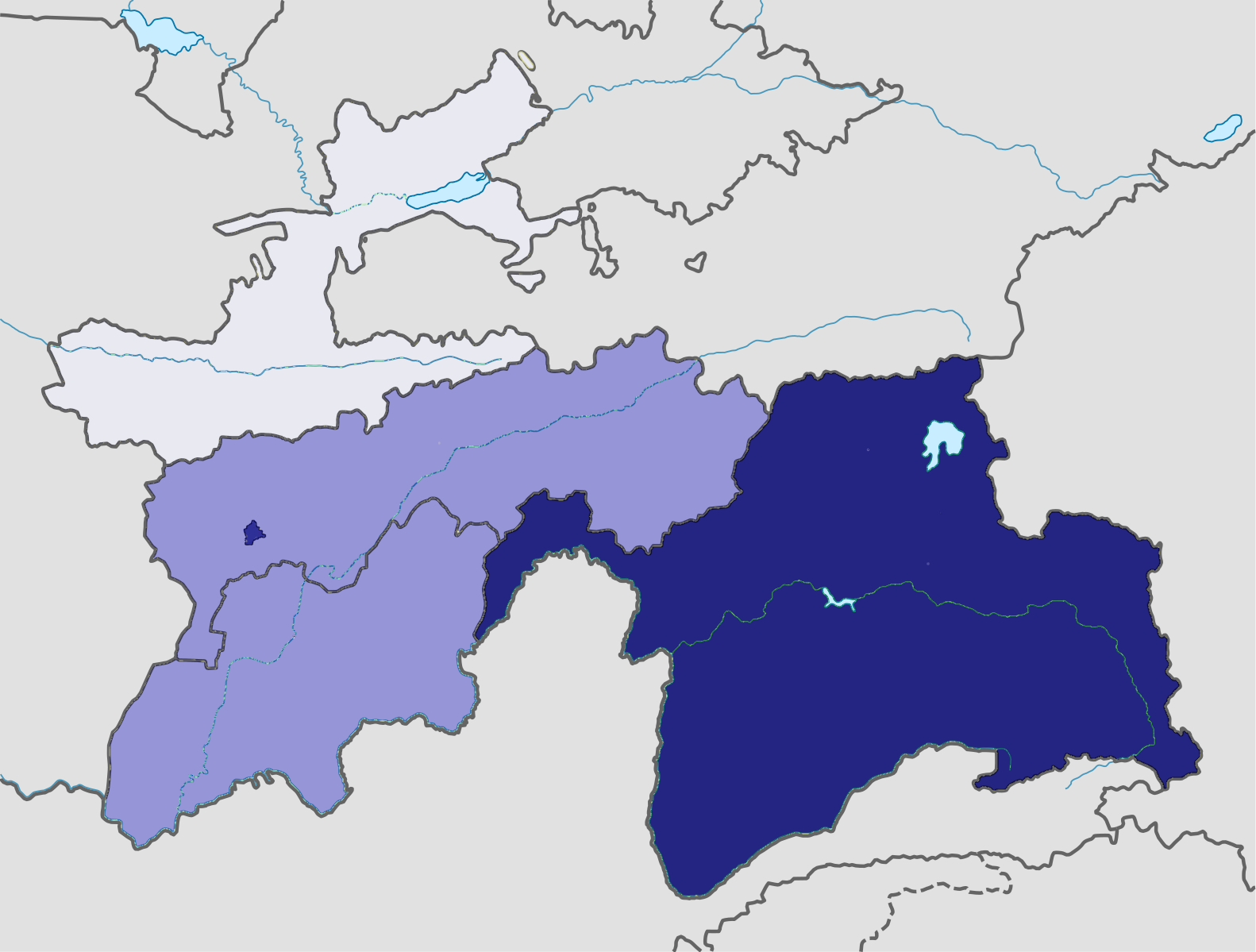
الباميريون في شمال بدخشان

يمتلك شعب الباميري نمط معين من اللباس خاصة بهم، والتي تميز وتعرف بين المجتمعات المتنوعة. حيث يمكن للمرء أن يكتشف شخصًا من واخان من خلال قبعته، على عكس وديان روهشون أو شوجنون، بناءً على أغطية الرأس فقط.
تطلق قبائل شوغني وواخي في طاجيكستان على نفسها اسم "الطاجيك" على عكس قبائل باميري الأخرى في المنطقة مثل روشان.

منطقة بدخشان الجغرافية في آسيا الوسطى

## الأفراد البارزين

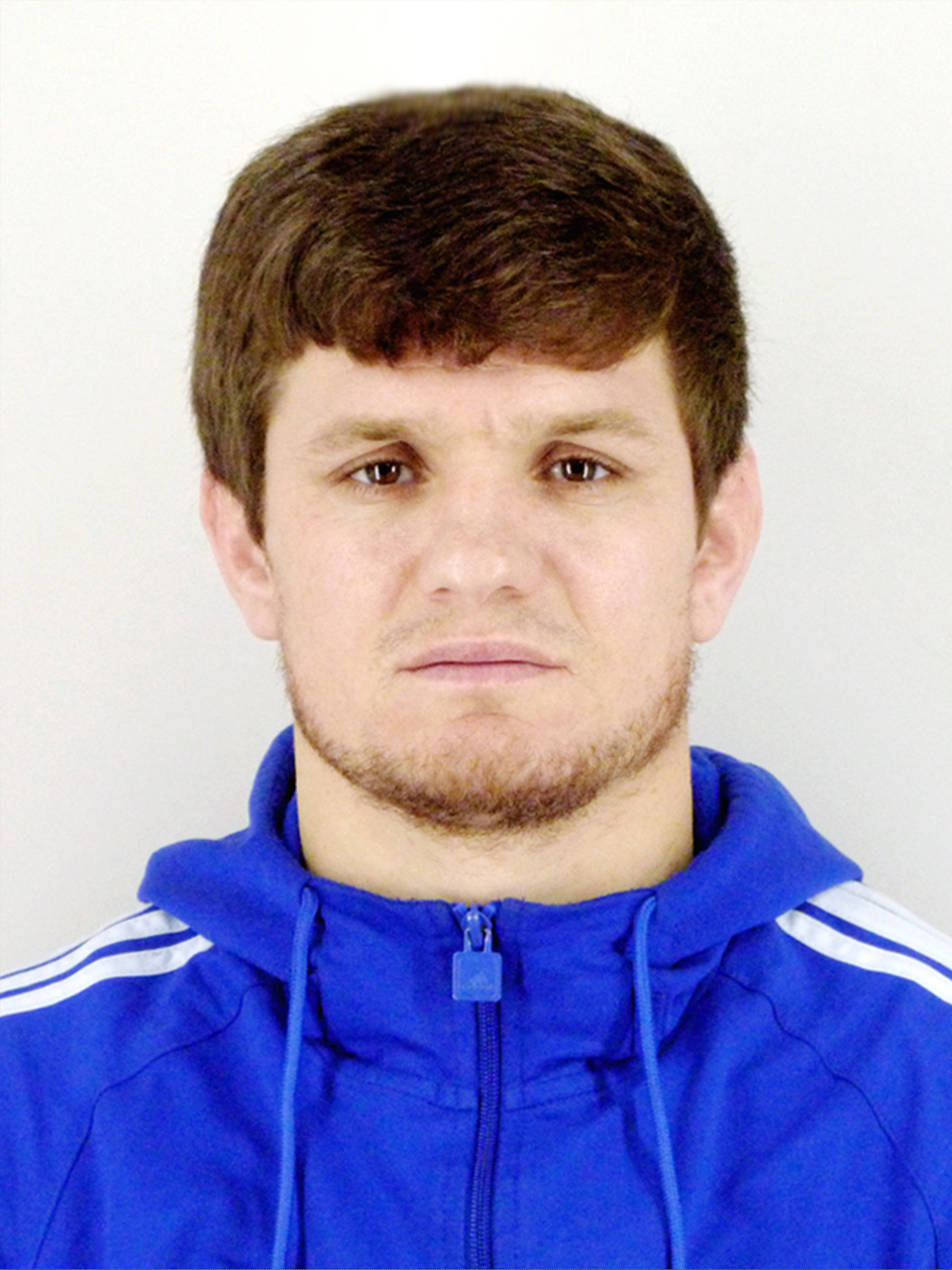
خوشقدام خسرافوف، لاعب جودو طاجيكي

- شيرينشو شوتيمور ، سياسي، أحد مؤسسي جمهورية طاجيكستان الاشتراكية السوفياتية
- دولت خودونازاروف ، مخرج سينمائي ومرشح رئاسي في الانتخابات الرئاسية عام 1991 في طاجيكستان.
- موبوراكشو ميرزوشوييف ، موسيقي
- دالر نزاروف ، موسيقي وممثل
- أبو سعيد شوخوموروف ، مؤرخ وفيلسوف
- أوليغ فيسوف ، موسيقي وملحن
- منوشهر خولكنازاروف ، ناشط في مجال حقوق الإنسان

## روابط خارجية
- United Nations University (2009) Digital Video "Pamiri women and the melting glaciers of Tajikistan": three generations of Pamiri women share the impacts of Pamir Mountain glacier melt and decreasing water levels على يوتيوب 1 December 2009

قالب:Ethnic groups in Afghanistanقالب:Ethnic groups in Tajikistanقالب:Iranian peoples